# Nawaiel
Ne doit pas être confondu avec Ouled Naïl.
 (avril 2025).
Motif : Absence de sources secondaires centrées en nombre et qualité suffisants
- Archive Wikiwix
- Bing
- Cairn
- DuckDuckGo
- E. Universalis
- Gallica
- Google
- G. Books
- G. News
- G. Scholar
- Persée
- Qwant
- (zh) Baidu
- (ru) Yandex
- (wd) trouver des œuvres sur Wikidata

| 1. | Préciser le motif de la pose du bandeau. | Précisez le motif de la pose du bandeau en utilisant la syntaxe suivante : {{admissibilité à vérifier\|date=août 2025\|motif=remplacez ce texte par le motif}}               |
| 2. | Informer les utilisateurs concernés.     | Pensez à avertir le créateur de l'article, par exemple, en insérant le code ci-dessous sur sa page de discussion : {{subst:avertissement admissibilité à vérifier\|Nawaiel}} |

Les Nawaiel, ou Naouaïl ou encore Nouaïel (en arabe : النوائل) sont une tribu arabe d'origine sulaymite de la Tripolitaine en Libye.

## Origines
Les Nawaiel sont une tribu arabe bédouine issue de Banu Sulaym, leur tradition rapporte que leur ancêtre est un certain Naïl ben Amer ben Jaber ben Fa'id ben Rafi' ben Malik ben Dabbab ben Bahta ben Sulaym ben Mansur ben Ikrimah ben Khasafa ben Qays Aylan ben Mudar ben Nizar ben Ma'ad ben Adnan et sont donc issues de l'ethnie des Arabes du Nord remontant leur lignée à Ismaïl (Ismaël).

## Histoire

### Époque précoloniale
Entre le XVIIe et XVIIIe siècles, une guerre éclate entre les Ouerghemma et les Nouaiel, qui se traduit par une victoire des premiers, et un déplacement des seconds en Libye.

### Colonisation
Au début de la colonisation de la Tunisie, une bonne partie des tribus des Ouerghemma vont se réfugier en Tripolitaine, les tribus libyennes, dont les Nawaiel vont les accueillir, on surligne d'ailleurs un lien de fraternité entre les tribus du Sud Tunisien et les tribus de Tripolitaine. Un lien de fraternité va vraiment s'ancrer avec la fraction des Touazine, la cohabitation se passe très bien et aucune tribu ne prend le pouvoir sur l'autre.
Lors de la colonisation italienne de la Libye (1911-1912), la tribu Nawaiel va se soulever également. On rapporte qu'un groupe de femmes issues du Fezzan et de la Tripolitaine vont se soulever, parmi elles, Selima bent Mughus (Selima bent Mogos), issue des Nawaiel, va participer à toutes les batailles dans la région de Tripoli contre l'occupant italien ; elle sera blessée par balle et retournera auprès de sa tribu, puis après ses 15 jours de rétablissement elle répartit au combat[réf. nécessaire]. Elle fut considérée comme une guerrière redoutable contre les Italiens.

### Histoire contemporaine
Les Nawaiel étaient une tribu pro-khadafiste, qui avait des liens avec les Touazine et contrôlait les routes de Ras Jentan, à la frontière tuniso-libyenne, vont tout perdre a la chute de Mouammar Khadafi, au profit des Zintans, tribu opposée à Khadafi.
En 2020, la tribu Nawaiel de Cyrénaïque a annoncé dans un communiqué avertir les forces turques sur le territoire libyen que toute exaction à leur égard sera punie et que la tribu est prête à entrer dans un conflit armé.

## Composition tribale
Les Nawaiel sont divisés en 2 grandes fractions elles-mêmes subdivisées en multitude de clans dont chacun a une importance et la cohésion entre eux est très soudée, voici la liste des fractions :
- Al-Manan'aah 
  - Al-Taqaqzah
    - Awlad Harb
    - Awlad Mas'ud
    - Al-'Uaïshiyah
    - Al-Khatarshah
    - Al-Azouaq

  - Al-Bahirat
    - Al-Souary
    - Awlad Ali
    - Al-Radaïfah

  - Al-'Akartah 
    - Darari Mansur
    - Al-Raqaïqiyah
    - Al-Laghatah (ou Darari Mansur)
    - Al-Hamrouni
    - Al-Mashamir

  - Al-Qamaziz
    - Darari Abi Zid (Zayd)
    - Al-Tararmah
    - Al-Abashar
    - Al-Souad
- Al-A'arash
  - Al-Jararah 
    - Awlad al-Hajj
    - Awlad Mahmoud
    - Al-Qattashah
    - Awlad 'Adel
    - Al-Souaounah
    - Al-Hananshah
    - Al-Diafet
    - Awlad 'Alaq

  - Al-Ya'qib 
    - Awlad Murabit
    - Awlad Al-Wahishi
    - Awlad Khalifah

  - Al-'Ababshah 
    - Al-Dakhaïliayh ou Ramamshah
    - Al-Touîjrah
    - Awlad Muhammad

  - Al-Majaniyah 
    - Al-'Athmnah
    - Darari al-Kilani
    - Darari al-Hajj Abd-Allah

## Personnalités
- Selima bent Mughus[5] : Guerrière anti-coloniale
- Baghdadi Mahmoudi[9] : Notable de la tribu Nawaiel et Mhammid (possiblement issu des Awlad Mahmoud de par son nom de famille)